# پلانا (دهانه)
پلانا یک دهانه برخوردی در ماه‌ است.

## دهانه‌های اقماری
این دهانه ۵ دهانه اقماری دارد.
| Plana | عرض جغرافیایی | طول جغرافیایی | قطر          |
| ----- | ------------- | ------------- | ------------ |
| C     | ۴۲.۷° N       | ۲۷.۱° E       | ۱۴.۰ کیلومتر |
| E     | ۴۰.۵° N       | ۲۳.۶° E       | ۶.۰ کیلومتر  |
| D     | ۴۱.۷° N       | ۲۶.۲° E       | ۷.۰ کیلومتر  |
| G     | ۳۹.۱° N       | ۲۲.۹° E       | ۹.۰ کیلومتر  |
| F     | ۳۹.۸° N       | ۲۴.۰° E       | ۵.۰ کیلومتر  |